# Micoherbicida
Un micoherbicida és un preparat format per fongs fitopatògens natius per controlar les adventícies. Actualment moltes espècies estan sent investigades per a aquest tipus de control de manera inundativa, i dels quals ja existeixen productes disponibles en el mercat, com ara: Alternaria destruens emprat contra la cúscuta (Cuscuta gronovii), Colletotrichum gloeosporioides f. sp. aeschynomene aplicat contra Aeschynomene virginica i Colletotrichum gloeosporioides f. sp. malvae contra la malva de fulla menuda (Malva neglecta).
Segons Aneja et al 2013 existeix un total de 17 micoherbicides en el mercat, les quals poden presentar dues formulacions:
- Formulacions líquides: suspensions de conidis o micelis en aigua.
- Formulacions sòlides: principi actiu sec en forma de pèl·lets o pols humectant.[2]

Aquests productes estan compostos per un principi actiu, com són conidis, miceli i/o clamidòspores, un vehicle o diluent líquid o sòlid, i finalment els adjuvants, els quals tenen una funció protectora, dispersant o adherent.

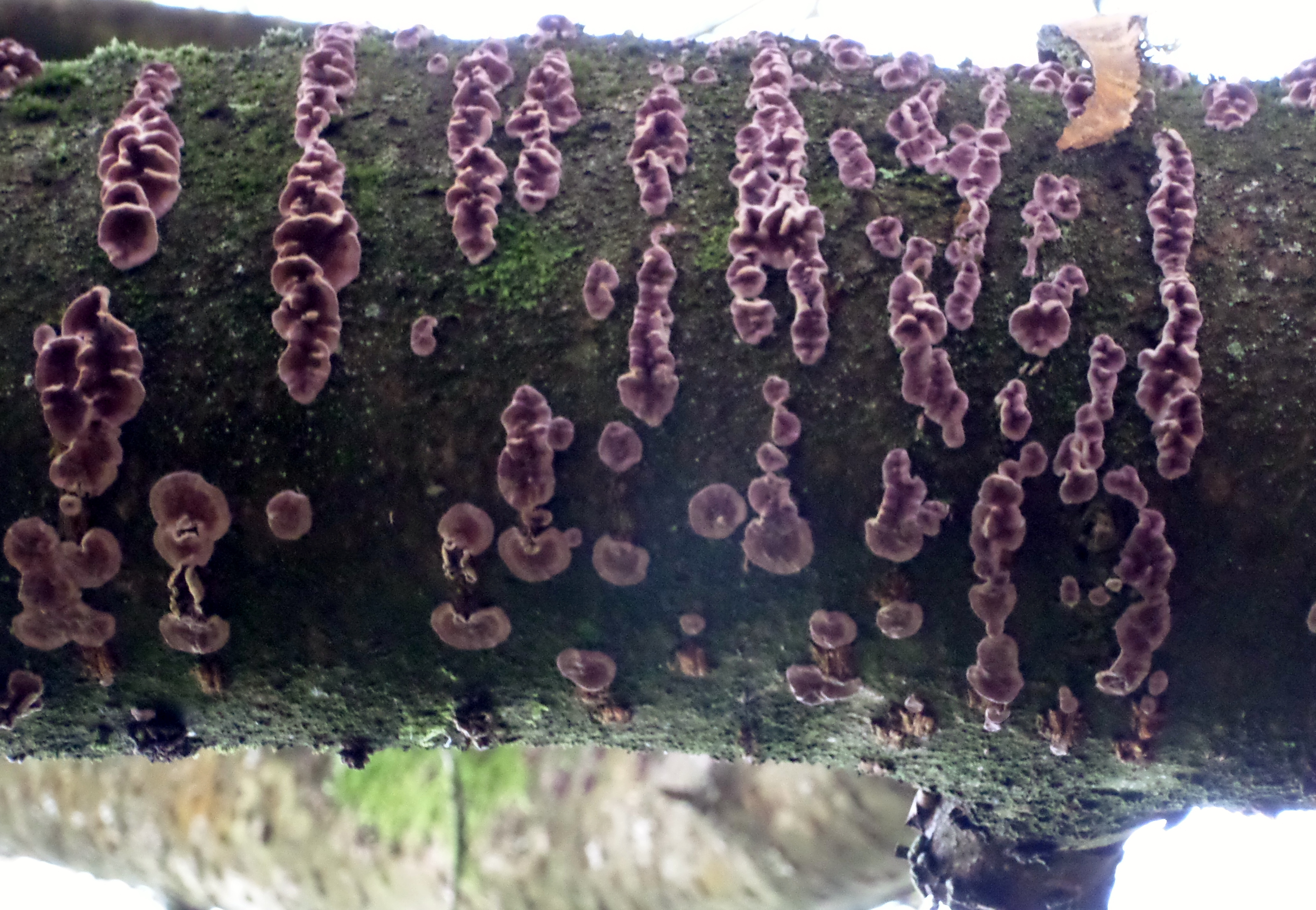
Cirerer (Punus avium) infectat per Chondrostereum purpureum.

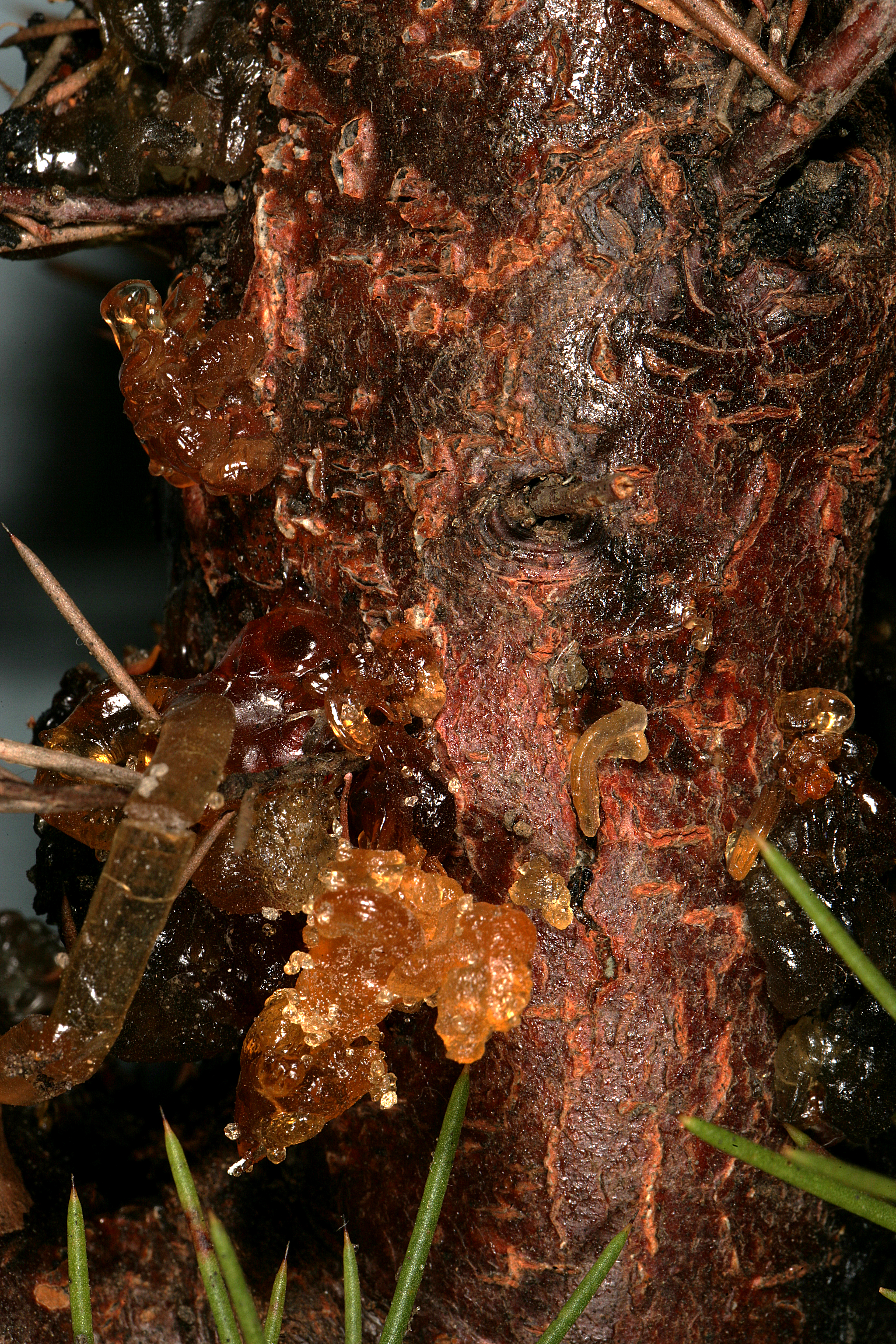
Hakea sericea infectada pel fong Colletotrichum acutatum que li ha provocat una gomosi.

## Productes comercials
A banda dels ja esmentats s'inclouen:
- Alternaria destruens per controlar cúscuta
- Chondrostereum purpureum per controlar Prunus i Populus spp. en algunes parts d'Europa i Canada
- Colletotrichum acutatum per controlar Hakea sericea
- Colletotrichum gloeosporioides f. sp. aeschynomene per controlar Aeschynomene virginica en camps d'arròs i soia
- Cylindrobasidium laeve per controlar l'acàcia negra (Acacia mearnsii) a Sud-àfrica
- Phytophthora palmivora per controlar Morrenia odorata
- Puccinia canaliculate per controlar la xufa (Cyperus esculentus)
- Puccinia thalaspeos per controlar el glast (Isatis tinctoria)
- Sclerotinia minor per controlar Taraxacum officinale

## Problemàtica
L'any 2006 el govern dels Estats Units va reobrir el conflictiu projecte sobre l'ús de micoherbicides per a eliminar cultius il·legals a Colòmbia. Aquest debat va tenir un gran ressò i una àmplia difusió a finals de la dècada dels noranta quan, sota el govern del president Bill Clinton, i com a part del Plan Colombia, es va proposar utilitzar el fong patogen Fusarium oxysporum f. sp. erythroxyli en els programes d'erradicació de cultius il·lícits en diverses regions del país. El gènere Fusarium està catalogat en l'esborrany del Protocol de la Convenció d'Armes Biològiques i Tòxiques com a "agent biològic per a la guerra", que una vegada alliberat en l'ambient no pot ser retirat, per la qual cosa "els efectes són impredictibles". Aquest fong es reconeix per atacar a una gran diversitat de cultius com ara bananer, dacsa, iuca, flors ornamentals i molts fruiters. A més està reconegut com a pesta severa per a més de 125 espècies cultivades incloent aliments bàsics a la regió com ara plataners, fruiters varis, iuca, panís, etc. A l'Equador va portar a la fallida a la indústria bananera en la dècada dels 50, amb la seua forma coneguda com el “Mal de Panamà”, erradicant la varietat del moment coneguda com a "Gross Michel" i que avui està bastant delmada.
Els efectes sobre la salut i sobre el medi ambient van ser àmpliament documentats i discutits a finals de la dècada dels noranta, quan la seua possible utilització va tenir fortes crítiques tant als Estats Units com en altres països, sobretot d'Amèrica Llatina.